# Fröschbrunn

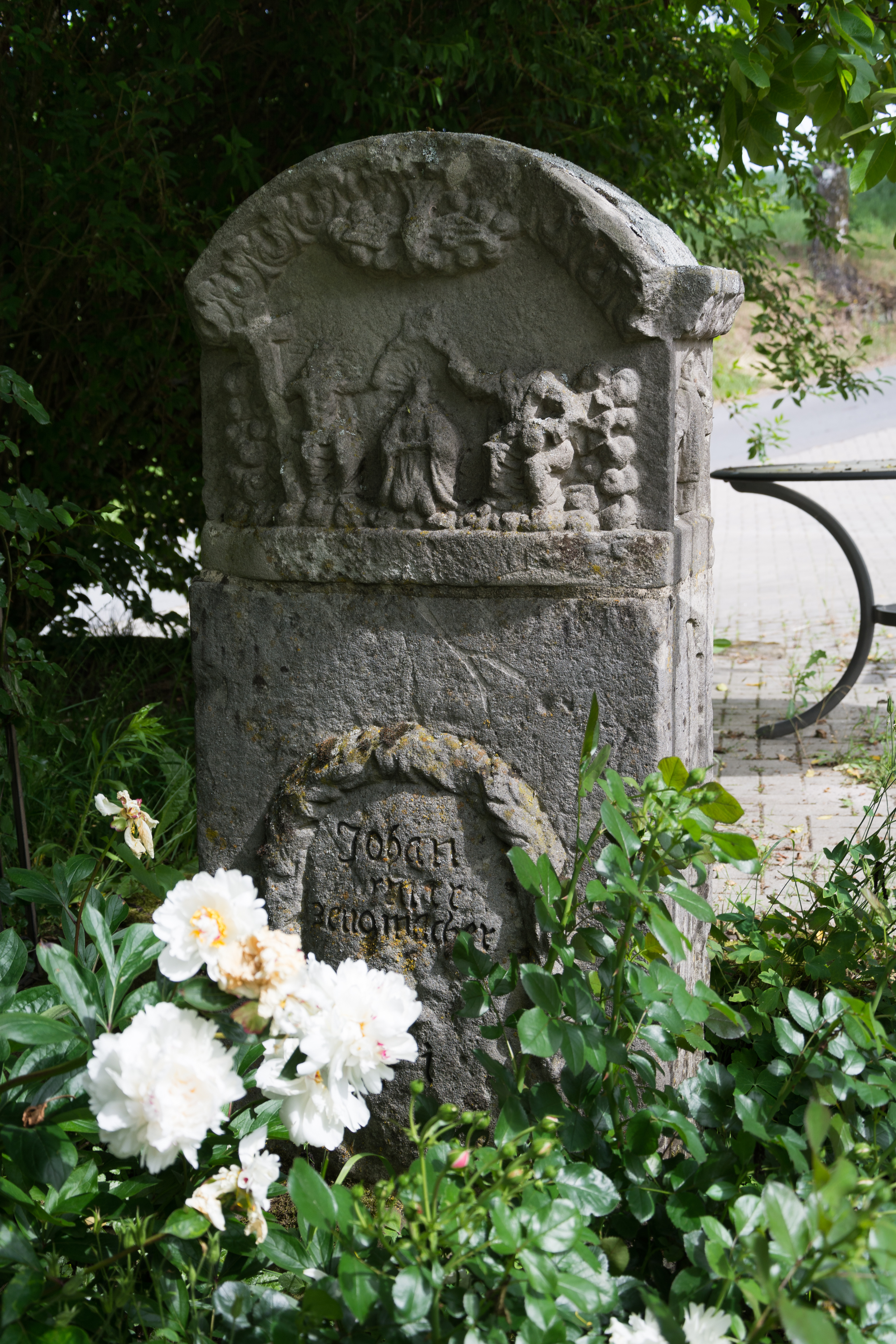
Bildstock in Fröschbrunn

Fröschbrunn ist ein Gemeindeteil der Kreisstadt Kronach im Landkreis Kronach (Oberfranken, Bayern).

## Geographie
Die Einöde liegt in direkter Nachbarschaft zum Gewerbegebiet Fröschbrunn im Westen, das durch die Bundesstraße 85 angebunden ist. Im Süden befindet sich eine Sommerrodelbahn.

## Geschichte
Mit dem Gemeindeedikt wurde Fröschbrunn dem 1808 gebildeten Steuerdistrikt und der im gleichen Jahr gebildeten Munizipalgemeinde Kronach zugewiesen.

### Baudenkmal
- Bildstock

### Einwohnerentwicklung
| Jahr      | 001818 | 001861 | 001871 | 001885 | 001900 | 001925 | 001950 | 001961 | 001970 | 001987 |
| Einwohner | 6      | 6      | *      | *      | 4      | 5      | 6      | 9      | 10     | 10     |
| Häuser    | 1      |        |        | *      | 1      | 1      | 1      | 2      |        | 2      |
| Quelle    | [ 4 ]  | [ 6 ]  | [ 7 ]  | [ 8 ]  | [ 9 ]  | [ 10 ] | [ 11 ] | [ 12 ] | [ 13 ] | [ 1 ]  |

## Religion
Der Ort ist römisch-katholisch geprägt und nach St. Johannes der Täufer (Kronach) gepfarrt.